# فيرنر فون تراب
فيرنر فون تراب (بالألمانية: Werner von Trapp)‏ هو مغني نمساوي، ولد في 21 ديسمبر 1915 في تسيل أم زيه في النمسا، وتوفي في 11 أكتوبر 2007 في ويتفيلد في الولايات المتحدة بسبب مرض.

## وصلات خارجية
- فيرنر فون تراب على موقع ميوزك برينز (الإنجليزية)